# Noelia Montoro Susarte
Noelia Montoro Susarte (Mula, 1 de noviembre de 1997) es una jugadora española de fútbol sala. Juega de cierre y su equipo actual es el Burela de la Primera División de fútbol sala femenino de España.

## Trayectoria
Empezó a jugar en equipo de su localidad en Mula, en el año 2014 fichó por la UCAM Murcia, donde consiguió el ascenso a Primera División. Su primer partido en la máxima categoría fue contra el Móstoles en Villafontana. En la temporada 2020-21 ficha por el Roldán FSF. En la temporada 2022-2023 ficha por Burela.

## Selección nacional
Debutó con la selección española de fútbol sala el 23 de octubre de 2018 en un partido amistoso jugado contra Italia en la localidad de Archena, lo hizo marcando uno de los goles. En febrero del año 2019 participó en la Eurocopa de Portugal donde se proclamó campeona, en mayo jugó el Torneo de Moscú siendo subcampeona del torneo. En el año 2022 volvió a ganar la Eurocopa.

## Estadísticas

### Clubes
Actualizado al último partido jugado el 19 de junio de 2022.
| Club | Div.          | Temporada     | Liga  | Liga  | Liga       | Liga      | Copas nacionales(1) | Copas nacionales(1) | Copas nacionales(1) | Copas nacionales(1) | Torneos internacionales(2) | Torneos internacionales(2) | Torneos internacionales(2) | Torneos internacionales(2) | Total(3) | Total(3) | Total(3)   | Total(3)  |
| Club | Div.          | Temporada     | Part. | Goles | Amonestado | Expulsado | Part.               | Goles               | Amonestado          | Expulsado           | Part.                      | Goles                      | Amonestado                 | Expulsado                  | Part.    | Goles    | Amonestado | Expulsado |
| --- | ------------- | ------------- | ----- | ----- | ---------- | --------- | ------------------- | ------------------- | ------------------- | ------------------- | -------------------------- | -------------------------- | -------------------------- | -------------------------- | -------- | -------- | ---------- | --------- |
| PDM Mula · España |               |               |       |       |            |           |                     |                     |                     |                     |                            |                            |                            |                            |          |          |            |           |
| Auton. |               |               |       |       |            |           |                     |                     |                     |                     |                            |                            |                            |                            |          |          |            |           |
| |               | -             | -     | -     | -          | -         | -                   | -                   | -                   | -                   | -                          | -                          |                            | -                          | -        | -        |            |           |
| Total club | Total club    | -             | -     | -     | -          | -         | -                   | -                   | -                   | -                   | -                          | -                          | -                          | -                          | -        | -        | -          |           |
| UCAM Murcia · España |               |               |       |       |            |           |                     |                     |                     |                     |                            |                            |                            |                            |          |          |            |           |
| 2.ª |               |               |       |       |            |           |                     |                     |                     |                     |                            |                            |                            |                            |          |          |            |           |
| 2014-15 |               | -             | -     | -     | -          | -         | -                   | -                   | -                   | -                   | -                          | -                          |                            | -                          | -        | -        |            |           |
| 2015-16 |               | -             | -     | -     | -          | -         | -                   | -                   | -                   | -                   | -                          | -                          |                            | -                          | -        | -        |            |           |
| 1.ª |               |               |       |       |            |           |                     |                     |                     |                     |                            |                            |                            |                            |          |          |            |           |
| 2016-17 | 27            | 11            | 3     | 0     | -          | -         | -                   | -                   | -                   | -                   | -                          | -                          | 27                         | 11                         | 3        | 0        |            |           |
| 2017-18 | 24            | 14            | 8     | 0     | -          | -         | -                   | -                   | -                   | -                   | -                          | -                          | 24                         | 14                         | 8        | 0        |            |           |
| 2018-19 | 28            | 15            | 6     | 0     | -          | -         | -                   | -                   | -                   | -                   | -                          | -                          | 28                         | 15                         | 6        | 0        |            |           |
| 2019-20 | 23            | 14            | 3     | 0     | 2          | 0         | 1                   | 0                   | -                   | -                   | -                          | -                          | 25                         | 14                         | 4        | 0        |            |           |
| Total club | Total club    | 102           | 54    | 20    | 0          | 2         | 0                   | 1                   | 0                   | -                   | -                          | -                          | -                          | 104                        | 54       | 21       | 0          |           |
| Roldán FSF · España |               |               |       |       |            |           |                     |                     |                     |                     |                            |                            |                            |                            |          |          |            |           |
| 1.ª |               |               |       |       |            |           |                     |                     |                     |                     |                            |                            |                            |                            |          |          |            |           |
| 2020-21 | 24            | 7             | 5     | 0     | 2          | 0         | 0                   | 0                   | -                   | -                   | -                          | -                          | 26                         | 7                          | 5        | 0        |            |           |
| 2021-22 | 28            | 8             | 5     | 0     | 4          | 0         | 1                   | 0                   | -                   | -                   | -                          | -                          | 32                         | 8                          | 6        | 0        |            |           |
| Total club | Total club    | 52            | 15    | 10    | 0          | 6         | 0                   | 1                   | 0                   | -                   | -                          | -                          | -                          | 58                         | 15       | 11       | 0          |           |
| Total carrera | Total carrera | Total carrera | 154   | 69    | 30         | 0         | 8                   | 0                   | 2                   | 0                   | -                          | -                          | -                          | -                          | 162      | 69       | 32         | 0         |
| (1) Incluye datos de Copa de España / Supercopa de España. (2) Incluye datos de Campeonato de Europa de Clubes y Copa Intercontinental. (3) No incluye datos de partidos amistosos. |               |               |       |       |            |           |                     |                     |                     |                     |                            |                            |                            |                            |          |          |            |           |

## Palmarés y distinciones
- Eurocopa:

 2019
 2022
 2023
- Liga española: 1

2023-24
- Copa de España: 1

2025
- Supercopa de España: 1

2023